# Dicromatopsia
La dicromatopsia es una enfermedad de la vista consistente en que el individuo que la padece solo tiene dos de los tres tipos normales de receptores del color. Es por lo tanto un defecto en la percepción de los colores que se incluye dentro del daltonismo.
Dependiendo del tipo de receptor que falte, pueden presentarse tres tipos de dicromatopsia:
- Los protanopas carecen de receptores de onda larga (carencia de sensibilidad al color rojo). Si una luz roja se hace más brillante que una luz verde, el protanopa confundirá estos colores. El punto gris de neutralidad cromática está en 492 nanómetros.
- Los deuteranopas carecen de receptores de onda media (carencia de sensibilidad al color verde). Esta deficiencia es más común que la protanopia y afecta también a la discriminación entre el verde y el rojo (También llamado daltonismo). Las ondas cortas tenderán a aparecer azules y las largas amarillas. El punto gris de neutralidad cromática está en 498 nanómetros.
- Los tritanopas carecen de receptores de ondas cortas (carencia de sensibilidad al color azul). Esta anomalía es muy poco frecuente entre la población (1 entre 20.000 personas). Las ondas cortas son verdes y las largas, rojas. El punto gris de neutralidad cromática está en 570 nanómetros.

- Datos: Q905389